# Municipio de Furlow
El municipio de Furlow (en inglés: Furlow Township) es un municipio ubicado en el condado de Lonoke en el estado estadounidense de Arkansas. En el año 2010 tenía una población de 1102 habitantes y una densidad poblacional de 39,44 personas por km².

## Geografía
El municipio de Furlow se encuentra ubicado en las coordenadas 34°50′1″N 91°58′32″O / 34.83361, -91.97556. Según la Oficina del Censo de los Estados Unidos, el municipio tiene una superficie total de 27.94 km², de la cual 25,83 km² corresponden a tierra firme y (7,56 %) 2,11 km² es agua.

## Demografía
Según el censo de 2010, había 1102 personas residiendo en el municipio de Furlow. La densidad de población era de 39,44 hab./km². De los 1102 habitantes, el municipio de Furlow estaba compuesto por el 88,66 % blancos, el 3,09 % eran afroamericanos, el 0,54 % eran amerindios, el 0,91 % eran asiáticos, el 3,27 % eran de otras razas y el 3,54 % eran de una mezcla de razas. Del total de la población el 5,08 % eran hispanos o latinos de cualquier raza.